# Uğur İnceman
Uğur İnceman (* 25. Mai 1981 in Aachen) ist ein ehemaliger deutsch-türkischer Fußballspieler und heutiger -trainer.

## Spielerkarriere

### Verein
İnceman begann seine Profikarriere bei Alemannia Aachen. Sein erstes Pflichtspiel bestritt er in der 2. Bundesliga am zehnten Spieltag der Saison 1999/00, als er im Auswärtsspiel gegen den Chemnitzer FC überraschend in der Startelf stand. Später spielte er für den FC St. Pauli, für den er in 20 Bundesligaspielen 1 Tor schoss, und die SpVgg Greuther Fürth.
Seit Januar 2004 spielte İnceman in der Türkei für Vestel Manisaspor. Zur Saison 2008/09 wechselte İnceman für 1 Million Euro Ablöse zu Beşiktaş Istanbul. Zudem mussten im Gegenzug Adem Büyük und Mustafa Aşan zu Vestel Manisaspor wechseln. Mit Beşiktaş wurde İnceman in seiner ersten Saison türkischer Meister und Pokalsieger.
Nachdem Bernd Schuster Trainer bei Beşiktaş wurde, gab es keinen Platz mehr für den Mittelfeldspieler. Sein Vertrag wurde aufgelöst und er wechselte zu Antalyaspor. Dort wurde er wieder Stammspieler.
Nachdem İnceman mit Antalyaspor den Klassenerhalt verfehlt hatte, wechselte er im Sommer 2014 zum Erstligisten Torku Konyaspor.
Im Januar 2016 wechselte er zum niederländischen Erstligisten Roda Kerkrade. Nach einer halben Saison kehrt er in die Türkei zurück und heuerte beim Zweitligisten Eskişehirspor an, wo er seite Karriere 2018 beendete.

### Nationalmannschaft
İnceman wurde in der Saison 1999/00 zum ersten Mal für die türkische U-21 nominiert und kam im Freundschaftsspiel gegen die Schweiz am 26. April 2004 zu seinem ersten Einsatz. Vom 6. September 2002 bis zum 10. Oktober 2003 spielte İnceman sieben der acht Qualifikationsspiele für die U-21-Fußball-Europameisterschaft 2004 in Deutschland. In der Gruppenphase wurde die türkische U-21 Erster mit sieben Siegen und einem Unentschieden. In den Entscheidungsspielen für den Einzug in die Endrunde musste die türkische U-21 gegen die deutsche U-21 antreten. In beiden Spielen stand İnceman in der Startelf. Jedoch schied das Team unglücklich nach einer 0:1-Auswärtsniederlage und einem 1:1-Unentschieden im Rückspiel in Istanbul aus. Den Ausgleich erzielte Benjamin Auer in der zweiten Minute der Nachspielzeit. Insgesamt bestritt İnceman von 2000 bis 2003 zwanzig Spiele für die türkische U-21.
İnceman spielte einmal für die A-Nationalmannschaft der Türkei, nämlich in einem Freundschaftsspiel gegen Dänemark am 18. Februar 2004, als er in der Halbzeitpause für Gökdeniz Karadeniz eingewechselt wurde.
Danach bestritt er am 6. September 2005 noch ein Spiel beim Future Cup 2005 für die türkische A-2 Nationalmannschaft gegen das Team 2006 der Deutschen.

## Trainerkarriere
Er startete seine Trainerkarriere im Frühjahr als Co-Trainer der U19 von Antalyaspor. Nach einer Trainerausbildung in der Türkei wurde er zunächst Trainer der türkischen U17-Nationalmannschaft. Seit Sommer 2024 trainiert er die türkische U18-Nationalmannschaft.

## Erfolge
- Türkischer Meister:  2008/09 (mit Beşiktaş Istanbul)
- Türkischer Pokalsieger: 2008/09 (mit Beşiktaş Istanbul)